# Freytag & Berndt
 (novembre 2013).
 (novembre 2013).
Le contenu est difficilement compréhensible vu les erreurs de traduction, qui sont peut-être dues à l'utilisation d'un logiciel de traduction automatique.
La Freytag-Berndt und Artaria KG est une maison d'édition autrichienne spécialisée dans la cartographie. Fondée en 1885 à Vienne qui était à l'époque la prospère capitale de l'Empire austro-hongrois, Freytag-Bernd est devenue une des institutions cartographiques la plus renommée des pays germanophones. Aujourd'hui, elle voit la Kompass Karten GmbH de Innsbruck comme le seul concurrent non-gouvernemental resté dans la production des cartes des randonnées pour les Alpes Orientales autrichiennes et allemandes. Dans la gamme de produits de la société en dehors de cela se trouvent des cartes routières, des cartes pour le cyclisme, des plans de ville et des atlas.

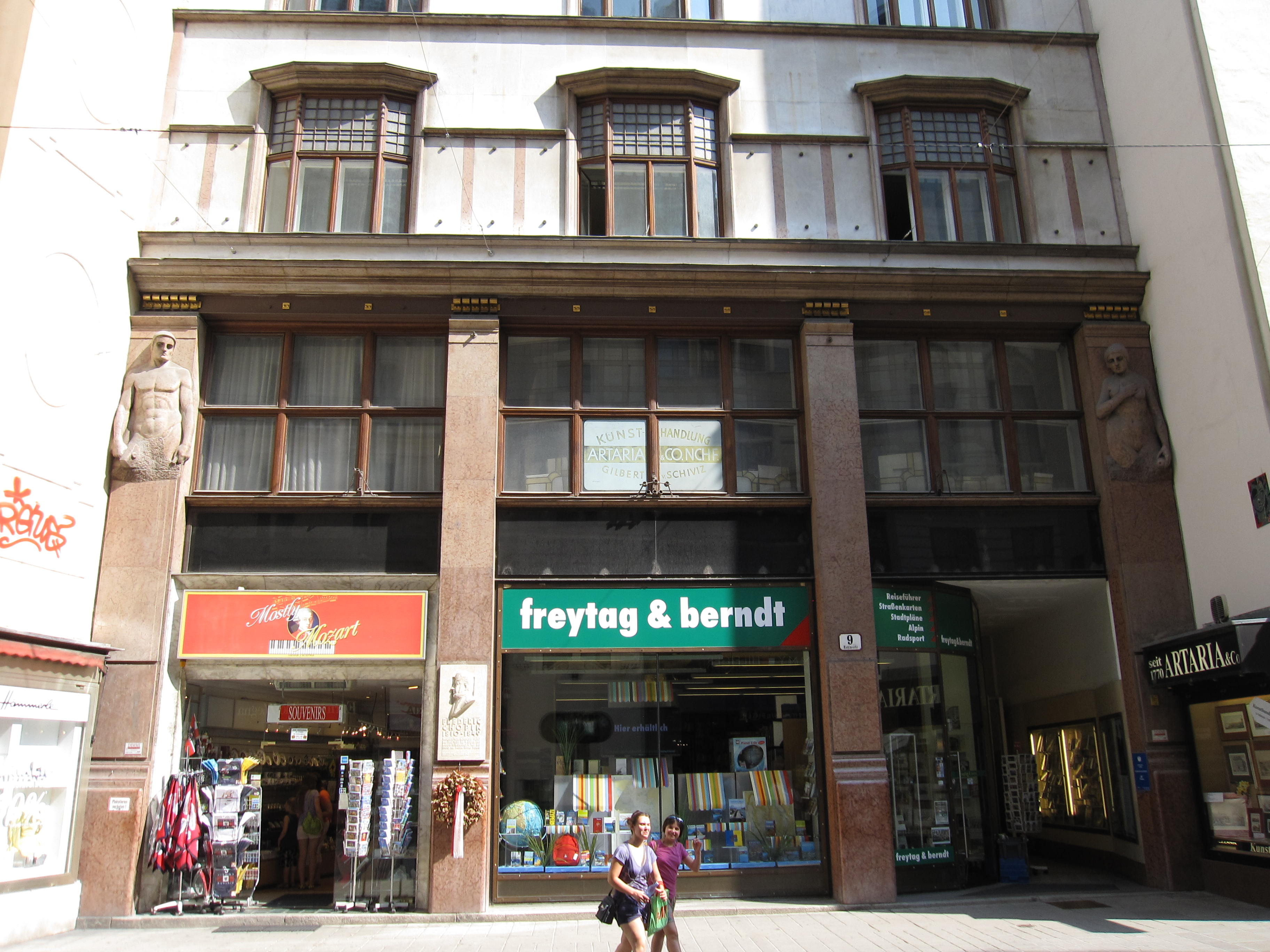
Un établissement de Freytag & Berndt à Vienne

Après à la chute du Rideau de fer, Freytag & Berndt a profité de l'occasion pour s'implanter dans les économies émergentes de la République tchèque (1990), de la Slovaquie (1992) et de la Hongrie (1995). La société a aussi réussi à acquérir la maison d'édition allemande Bergverlag Rother (1990) et les instituts cartographiques SHOCart de la République tchèque et Mapiberia de l'Espagne (2005).
Actuellement, Freytag & Berndt vend ses propres produits, comme aussi un vaste choix d'autres livres et cartes pour les voyageurs, à son magasin flagship à la Wallnerstraße, une petite rue commerçante dans le centre historique de Vienne,, et à d'autres magasins plus petits à Nuremberg et Ratisbonne en Allemagne, ainsi que par ses franchising-partners à Innsbruck, Prague, Bratislava et Budapest, alors que les magasins à Graz, Munich et dans la Shopping City Süd près de Vienne devaient être fermés il y a quelques ans.